# 野辺地町

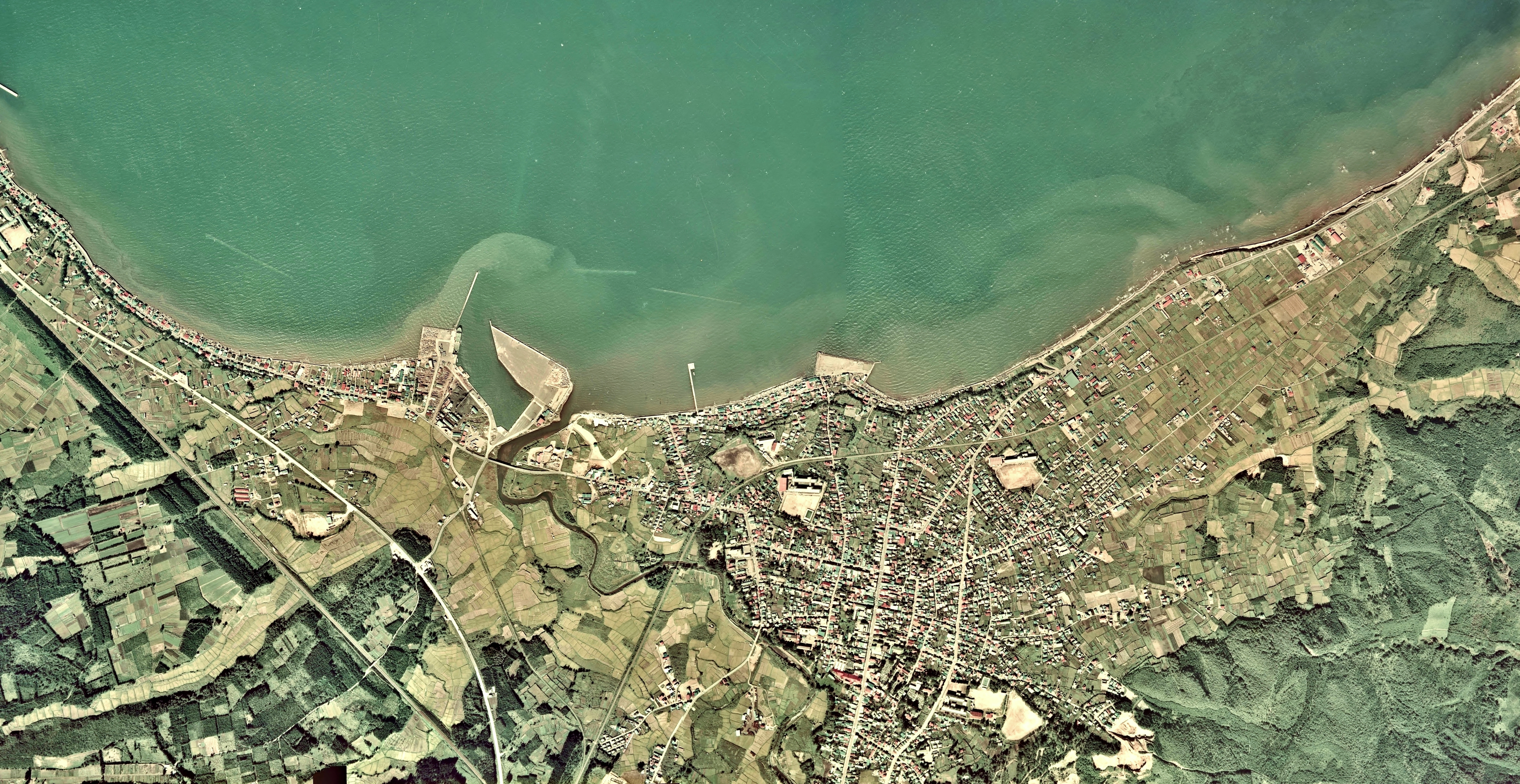
野辺地町中心部周辺の空中写真。1975年撮影の3枚を合成作成。
。

野辺地町（のへじまち）は、青森県下北半島の基部陸奥湾の湾頭に位置する町。上北郡に属する。気候は北東風（やませ）の影響を受け1年を通じて冷涼であり、冬は県内でも有数の豪雪地帯である。

## 地理
下北半島の付け根に位置し、北に陸奥湾、南に烏帽子岳に囲まれる。

### 隣接する自治体
- 上北郡：東北町、横浜町、六ヶ所村
- 東津軽郡：平内町

## 気候
寒暖の差が大きく気温の年較差、日較差が大きい顕著な大陸性気候である。降雪量が多く、周辺の自治体と同様に特別豪雪地帯に指定されている。
| 野辺地（2008年 - 2020年）の気候    | 野辺地（2008年 - 2020年）の気候 | 野辺地（2008年 - 2020年）の気候 | 野辺地（2008年 - 2020年）の気候 | 野辺地（2008年 - 2020年）の気候 | 野辺地（2008年 - 2020年）の気候 | 野辺地（2008年 - 2020年）の気候 | 野辺地（2008年 - 2020年）の気候 | 野辺地（2008年 - 2020年）の気候 | 野辺地（2008年 - 2020年）の気候 | 野辺地（2008年 - 2020年）の気候 | 野辺地（2008年 - 2020年）の気候 | 野辺地（2008年 - 2020年）の気候 | 野辺地（2008年 - 2020年）の気候 |
| 月                                 | 1月                             | 2月                             | 3月                             | 4月                             | 5月                             | 6月                             | 7月                             | 8月                             | 9月                             | 10月                            | 11月                            | 12月                            | 年                              |
| ---------------------------------- | ------------------------------- | ------------------------------- | ------------------------------- | ------------------------------- | ------------------------------- | ------------------------------- | ------------------------------- | ------------------------------- | ------------------------------- | ------------------------------- | ------------------------------- | ------------------------------- | ------------------------------- |
| 最高気温記録 °C （°F）             | 12.8 (55)                       | 17.2 (63)                       | 20.7 (69.3)                     | 26.5 (79.7)                     | 28.4 (83.1)                     | 32.2 (90)                       | 33.0 (91.4)                     | 35.6 (96.1)                     | 32.6 (90.7)                     | 28.5 (83.3)                     | 25.4 (77.7)                     | 18.0 (64.4)                     | 35.6 (96.1)                     |
| 平均最高気温 °C （°F）             | 1.6 (34.9)                      | 2.3 (36.1)                      | 6.2 (43.2)                      | 11.9 (53.4)                     | 17.1 (62.8)                     | 20.4 (68.7)                     | 24.2 (75.6)                     | 25.8 (78.4)                     | 23.0 (73.4)                     | 17.2 (63)                       | 10.8 (51.4)                     | 4.4 (39.9)                      | 13.7 (56.7)                     |
| 日平均気温 °C （°F）               | −0.7 (30.7)                     | −0.5 (31.1)                     | 2.6 (36.7)                      | 7.3 (45.1)                      | 12.4 (54.3)                     | 16.0 (60.8)                     | 20.4 (68.7)                     | 22.1 (71.8)                     | 19.1 (66.4)                     | 13.2 (55.8)                     | 7.3 (45.1)                      | 1.6 (34.9)                      | 10.0 (50)                       |
| 平均最低気温 °C （°F）             | −3.5 (25.7)                     | −3.5 (25.7)                     | −1.2 (29.8)                     | 2.5 (36.5)                      | 8.2 (46.8)                      | 12.5 (54.5)                     | 17.5 (63.5)                     | 19.1 (66.4)                     | 15.2 (59.4)                     | 8.7 (47.7)                      | 3.5 (38.3)                      | −1.4 (29.5)                     | 6.5 (43.7)                      |
| 最低気温記録 °C （°F）             | −12.3 (9.9)                     | −11.1 (12)                      | −10.7 (12.7)                    | −4.7 (23.5)                     | −1.0 (30.2)                     | 4.9 (40.8)                      | 11.8 (53.2)                     | 12.6 (54.7)                     | 5.7 (42.3)                      | 0.9 (33.6)                      | −4.3 (24.3)                     | −8.1 (17.4)                     | −12.3 (9.9)                     |
| 降水量 mm （inch）                 | 81.5 (3.209)                    | 66.4 (2.614)                    | 84.2 (3.315)                    | 75.5 (2.972)                    | 82.4 (3.244)                    | 89.5 (3.524)                    | 137.0 (5.394)                   | 196.8 (7.748)                   | 148.0 (5.827)                   | 132.5 (5.217)                   | 85.0 (3.346)                    | 109.8 (4.323)                   | 1,291.1 (50.831)                |
| 降雪量 cm （inch）                 | 116 (45.7)                      | 99 (39)                         | 51 (20.1)                       | 4 (1.6)                         | 0 (0)                           | 0 (0)                           | 0 (0)                           | 0 (0)                           | 0 (0)                           | 0 (0)                           | 8 (3.1)                         | 97 (38.2)                       | - (147.7)                       |
| 平均降水日数 （≥1.0 mm）           | 17.0                            | 14.4                            | 12.5                            | 9.9                             | 9.8                             | 8.7                             | 10.7                            | 10.9                            | 11.1                            | 12.3                            | 14.3                            | 18.2                            | 150.1                           |
| 平均月間日照時間                   | 74.3                            | 94.8                            | 153.3                           | 192.7                           | 210.0                           | 166.1                           | 136.4                           | 148.5                           | 160.7                           | 150.3                           | 96.0                            | 70.1                            | 1,651.6                         |
| 出典1：Japan Meteorological Agency |                                 |                                 |                                 |                                 |                                 |                                 |                                 |                                 |                                 |                                 |                                 |                                 |                                 |
| 出典2：気象庁                      |                                 |                                 |                                 |                                 |                                 |                                 |                                 |                                 |                                 |                                 |                                 |                                 |                                 |

## 歴史

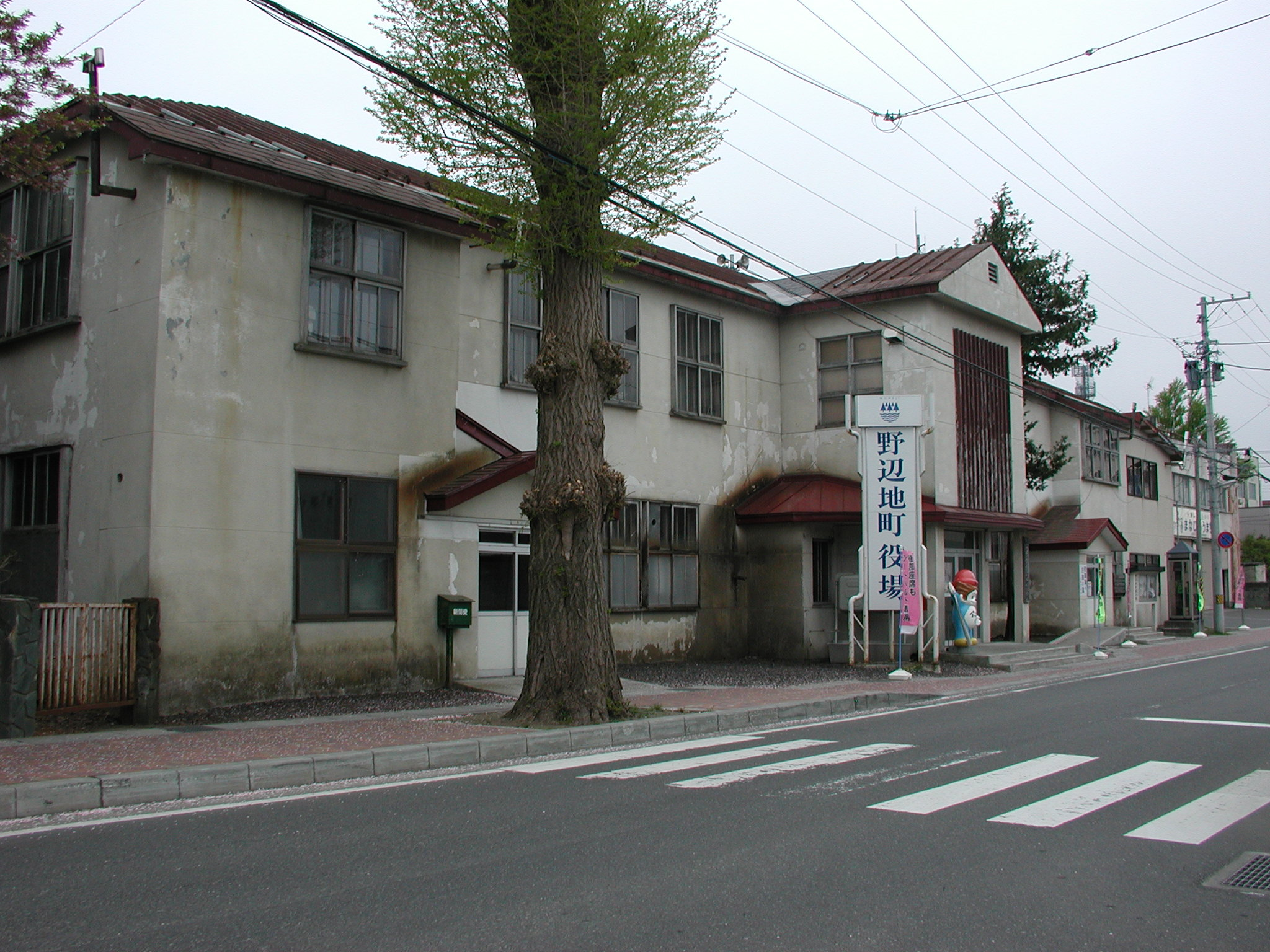
野辺地町役場 旧本庁舎
（2008年（平成20年）5月撮影）

野辺地の名の由来は、「野」は自然のままの広い地を表し、「辺」・「辺地」はあたり、周辺を表すと言われる。 アイヌ語の「ヌプンペッ」（野中を流れる川）という説もある。古くから交通の要衝として栄えた。また現在では、下北・上北地域の広域交流の連絡都市としての期待がある。
- 1889年（明治22年）4月1日 - 町村制の施行により、上北郡野辺地村、馬門村及び有戸村を廃し、その区域をもって上北郡野辺地村を設置する。
- 1897年（明治30年）8月29日 - 上北郡野辺地村を廃し、その区域をもって上北郡野辺地町を設置する。
- 1947年（昭和22年）8月11日 - 野辺地駅に昭和天皇の戦後巡幸のお召し列車が停車。駅に戦災者、引揚者、遺族などが集まり奉迎を行う[3]。
- 2024年（令和6年）
  - 8月2日 - 旧庁舎（1954年落成）の閉庁式を開催[4]。
  - 8月5日 - 町役場の新庁舎が開庁（旧庁舎、教育委員会、健康増進センターを集約）[5]。

## 行政

### 町政
- 町長：野村秀雄 （当選2回、任期：2027年（令和9年）10月26日まで）
- 町議会：議員定数12人[6]（任期：2027年（令和9年）4月30日まで）

#### 歴代町長
| 代    | 氏名         | 就任年月日     | 退任年月日     |
| ----- | ------------ | -------------- | -------------- |
| 1     | 角鹿民右衛門 | 1897年8月28日  | 1899年11月29日 |
| 2     | 野村新八郎   | 1900年1月29日  | 1900年5月18日  |
| 3     | 井山保太郎   | 1900年6月14日  | 1916年2月18日  |
| 4     | 篠田龍夫     | 1916年4月12日  | 1919年2月9日   |
| 5     | 武士忠一郎   | 1919年5月22日  | 1921年5月31日  |
| 6     | 石黒熊三郎   | 1921年10月6日  | 1929年10月5日  |
| 7     | 三浦道太郎   | 1929年10月12日 | 1936年3月17日  |
| 8     | 島谷清四朗   | 1936年6月15日  | 1944年6月14日  |
| 9     | 工藤省三     | 1944年7月22日  | 1946年7月21日  |
| 10    | 熊谷達       | 1946年9月29日  | 1947年3月30日  |
| 11-12 | 吉田昌三郎   | 1947年4月5日   | 1955年4月9日   |
| 13    | 中村亀四郎   | 1955年4月30日  | 1958年9月19日  |
| 14    | 吉田昌三郎   | 1958年11月8日  | 1962年11月7日  |
| 15-17 | 山根恒次郎   | 1962年11月8日  | 1974年9月7日   |
| 18-20 | 馬場春雄     | 1974年11月8日  | 1986年9月7日   |
| 21-22 | 安田貞一郎   | 1986年11月8日  | 1991年10月2日  |
| 23-25 | 小坂郁夫     | 1991年10月27日 | 2003年10月26日 |
| 26-27 | 亀田道隆     | 2003年10月27日 | 2011年10月26日 |
| 28-29 | 中谷純逸     | 2011年10月27日 | 2019年10月26日 |
| 30-31 | 野村秀雄     | 2019年10月27日 | 現職           |

### 県政
- 青森県議会：上北郡選挙区

### 国政
- 衆議院：青森県第1区

## 姉妹都市・提携都市

### 国内
- 埼玉県久喜市（旧南埼玉郡菖蒲町）
  - 1997年（平成9年）8月28日提携 教育・文化・産業・経済等の交流

## 産業
上北郡北部地域（東北町の千曳以北地域、横浜町、六ヶ所村）および東津軽郡平内町の政治、商業の中核を担っていたが、情報化による官庁・事業所の再編、道路の高規格化に伴う町の重要度の低下を主因として過疎化が急速に進んでいる。

### 農業
地域団体商標に登録されている「野辺地葉つきこかぶ」が盛んである。

### 漁業
主要海産物はホタテ養殖である。
- 野辺地漁港
- 有戸漁港

### 酪農
- 有戸地区

### 商業
マエダストア・マックスバリュ 等の食品スーパー、かんぶん・サンデー等のホームセンター、ハッピードラッグ・薬王堂・スーパードラッグアサヒ等のドラッグストアなど。

### 郵便
- 野辺地郵便局（集配局） (84008)
- 有戸簡易郵便局 (84756)
- 野辺地駅前簡易郵便局 (84772)
- 馬門簡易郵便局 (84766)

## 地域

### 人口
平成27年国勢調査より前回調査からの人口増減をみると、5.52％減の13,524人であり、増減率は県下40市町村中15位。
| |                                          |  |
| 野辺地町と全国の年齢別人口分布（2005年） | 野辺地町の年齢・男女別人口分布（2005年） |  |
| ■紫色 ― 野辺地町 ■緑色 ― 日本全国 | ■青色 ― 男性 ■赤色 ― 女性                |  |
| 野辺地町（に相当する地域）の人口の推移 \| 1970年（昭和45年） \| 17,544人 \| \| \| 1975年（昭和50年） \| 17,994人 \| \| \| 1980年（昭和55年） \| 18,419人 \| \| \| 1985年（昭和60年） \| 18,351人 \| \| \| 1990年（平成2年） \| 16,750人 \| \| \| 1995年（平成7年） \| 15,969人 \| \| \| 2000年（平成12年） \| 16,012人 \| \| \| 2005年（平成17年） \| 15,218人 \| \| \| 2010年（平成22年） \| 14,314人 \| \| \| 2015年（平成27年） \| 13,524人 \| \| \| 2020年（令和2年） \| 12,374人 \| \| |                                          |  |
| 総務省統計局 国勢調査より |                                          |  |
| 1970年（昭和45年） | 17,544人                                 |  |
| 1975年（昭和50年） | 17,994人                                 |  |
| 1980年（昭和55年） | 18,419人                                 |  |
| 1985年（昭和60年） | 18,351人                                 |  |
| 1990年（平成2年） | 16,750人                                 |  |
| 1995年（平成7年） | 15,969人                                 |  |
| 2000年（平成12年） | 16,012人                                 |  |
| 2005年（平成17年） | 15,218人                                 |  |
| 2010年（平成22年） | 14,314人                                 |  |
| 2015年（平成27年） | 13,524人                                 |  |
| 2020年（令和2年） | 12,374人                                 |  |

### 所轄警察署
- 野辺地警察署

### 所轄消防署
- 北部上北広域事務組合消防本部
  - 北部上北広域事務組合野辺地消防署

### 教育

#### 高等学校
- 青森県立野辺地高等学校
- 八戸学院野辺地西高等学校

#### 中学校
- 野辺地町立野辺地中学校

#### 小学校
- 野辺地町立野辺地小学校
- 野辺地町立若葉小学校
- 野辺地町立馬門小学校

#### その他学校
- 野辺地工学専門学校(廃止)

### 金融機関
- 青森みちのく銀行野辺地支店
- 青森みちのく銀行野辺地中央支店
- 青い森信用金庫野辺地支店（旧・八戸信用金庫←十和田信用金庫）

### その他主要機関
- 野辺地区検察庁
- 青森家庭裁判所野辺地出張所
- 野辺地簡易裁判所
- 青森県農林総合研究センター畜産試験場
- 中波ラジオ中継局（NHK青森第1放送846kHz・青森放送ラジオ1062kHz）

それまで受信環境がよくなかった野辺地地区に2000年（平成12年）1月に開設された。

### 電気
かつて野辺地町には電燈会社があった。1912年（明治45年）7月事業許可を受け 1913年（大正2年）5月に野辺地電気を設立。1914年（大正3年）7月に事業開始、発電所は持たず 七戸水電より受電。送電区域は野辺地町。

## 交通

### 鉄道
- 東日本旅客鉄道

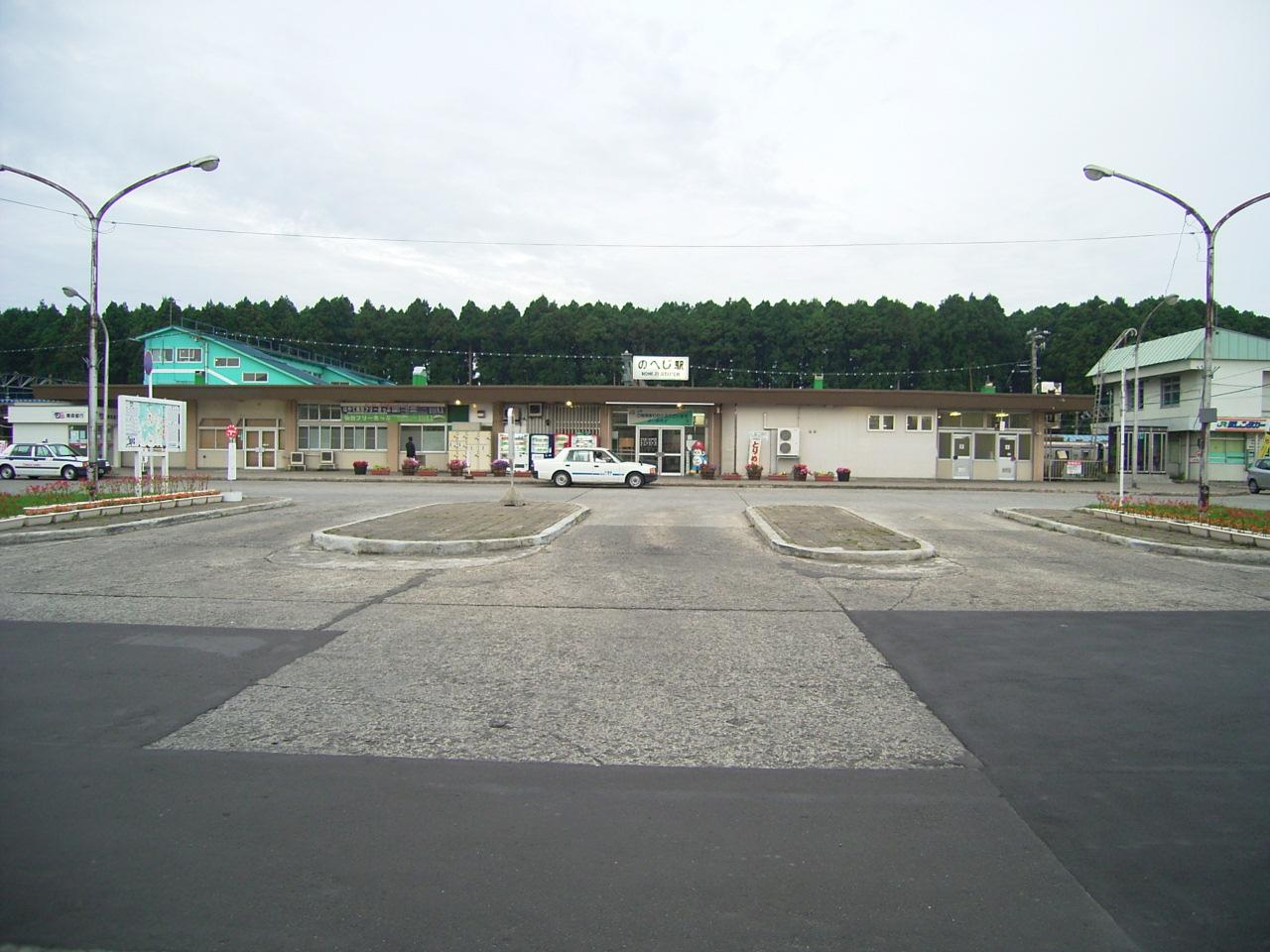
野辺地駅

  - 大湊線：野辺地駅 - 北野辺地駅 - 有戸駅

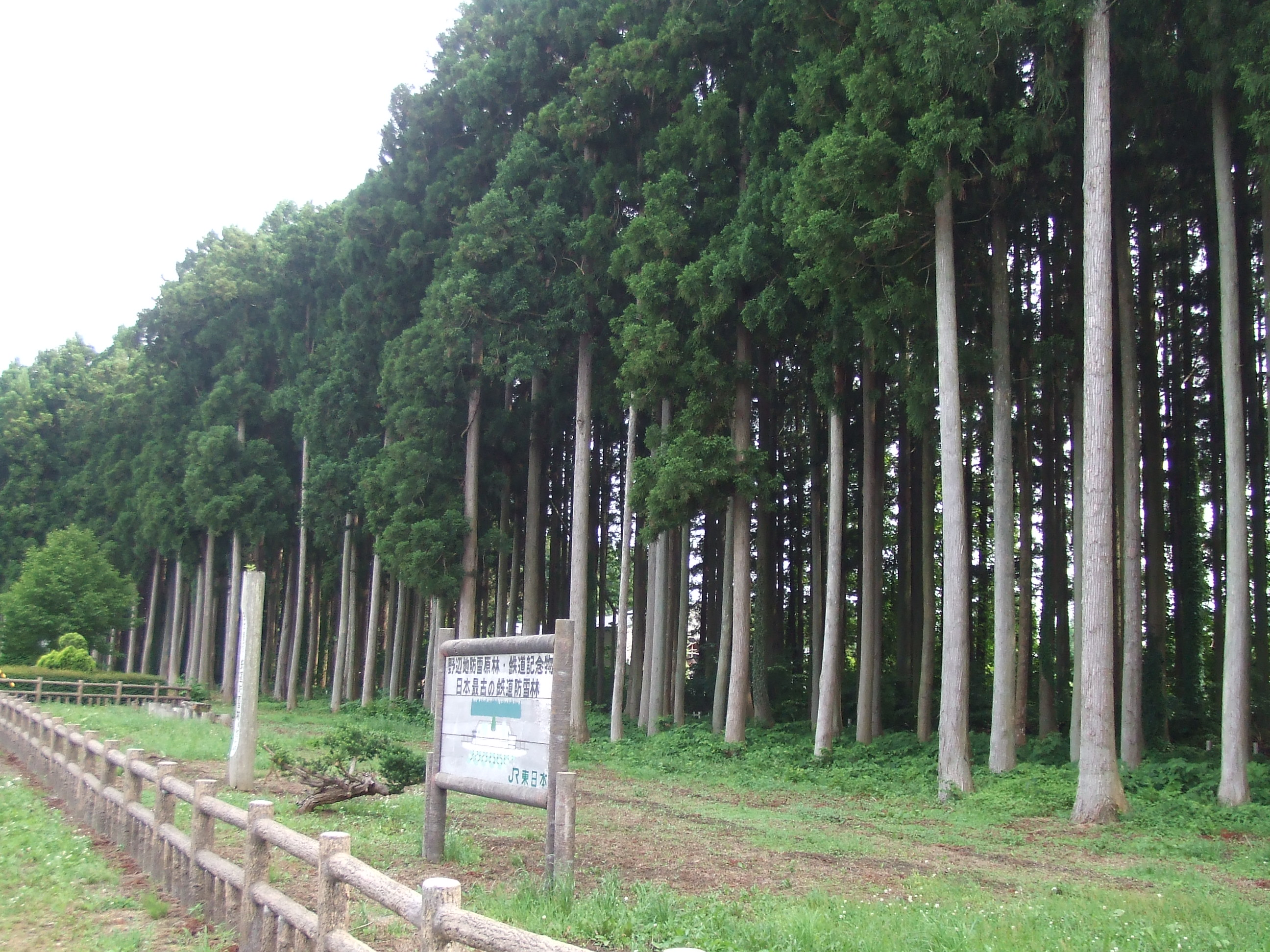
野辺地駅裏の野辺地防雪原林

- 青い森鉄道
  - 青い森鉄道線：野辺地駅

### 高速バス
- 国際興業バス
  - しもきた号（大宮・新宿行:野辺地中央バス停）
- 弘南バス
  - えんぶり号（新宿行:野辺地駅前バス停）
    - しもきた号は週末とそれ以外の特定日のみの運行、えんぶり号は多客期のみの季節運行。

### 路線バス
- 十和田観光電鉄：野辺地市内線、野辺地線、野辺地尾駮線
- 下北交通：青森線、むつ線、六ヶ所線
  - 平内町民バス：浅虫温泉線、狩場沢線（いずれも一部便のみ乗り入れ）

### 道路
地域高規格道路
- 下北半島縦貫道路（国道279号バイパス）
  - 野辺地IC - 野辺地ハーフIC - 野辺地木明IC - 野辺地北IC

一般国道
- 国道4号
- 国道279号

主要地方道
- 青森県道5号野辺地六ケ所線
- 青森県道8号八戸野辺地線

一般県道
- 青森県道108号野辺地港線
- 青森県道178号野辺地停車場線
- 青森県道180号尾駮有戸停車場線
- 青森県道208号野辺地野辺地停車場線
- 青森県道243号馬門野辺地線
- 青森県道246号水喰野辺地線

### 港湾
- 野辺地港：現在定期航路は存在せず。

## 名所・旧跡・観光スポット・祭事・催事
- 常夜燈公園：常夜燈（後記）周辺の道路・公園整備が進められ、常夜燈公園として完成している。
- 野辺地八幡宮 〔笹館〕本殿、末社金刀比羅宮本殿（県重宝）
- 愛宕公園：町を一望する事が可能である。町制100年の際に再整備され、コミュニティーサンター・ゲートボール場・広場・駐車場などが整備された。公園内には石川啄木歌碑、愛馬花鳥号の像（後記）、忠魂碑が存在する。
- 十符ヶ浦海水浴場（とふがうらかいすいよくじょう）
- 野辺地防雪原林：国内最初の鉄道防雪林
- 馬門温泉：一軒宿のまかど温泉富士屋ホテル、国設野辺地まかど温泉スキー場[12]がある。
- 野辺地祇園祭（その起源は上方にあるとされ、北前船交易とともに運ばれてきた祭事。名称は京都の祇園祭に由来するものと考えられる。）
- ホットジャズINのへじ
- 町立歴史民俗博物館〔野辺地〕

### 文化財・史跡

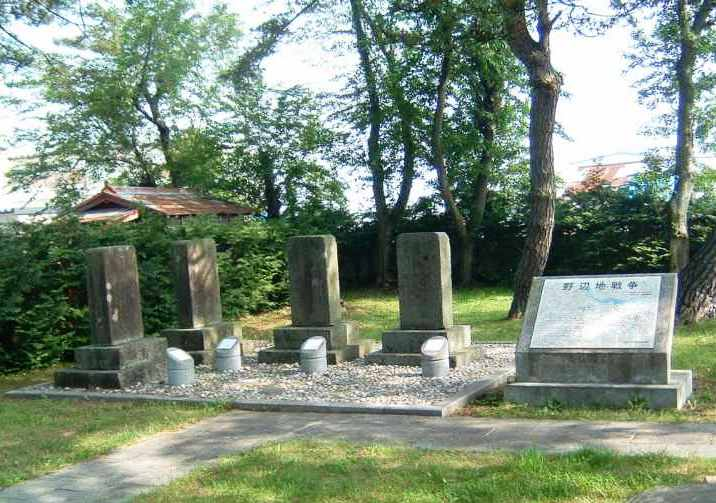
野辺地戦争戦死者の墓所

旧野村家住宅離れ字野辺地 123-1 に所在の国の登録有形文化財（建造物）（2008年7月8日登録）。1876年（明治9年）および1881年（明治14年）の明治天皇の行幸の際に行在所として用いられた、東西棟、切妻造鉄板葺の木造平屋建の近代和風建築。1890年（明治23年）の大火により焼失したが、当初の形で再建されたという。
板状立脚土偶縄文時代後期の土偶で、国の重要文化財（2012年9月6日指定）。有戸鳥井平 (4) 遺跡出土で、町立歴史民俗資料館に収蔵。高さ 32 cm と大型で、板状の胴部にわん曲した短い両脚と上向きの頭部を付けかろうじて自立できる、東北地方北部における初期の立像土偶である。2012年に国の重要文化財に指定された。
野辺地戦争戦死者の墓所字鳥井平 36 に所在の青森県指定史跡（1976年12月11日指定）。戊辰戦争にかかる本州最北、県内唯一の史跡。1868年（明治元年）9月22日から23日の、新政府軍弘前藩・黒石藩と列藩同盟軍盛岡藩・八戸藩との野辺地戦争による、新政府軍の小島左近以下の死者のうち27名の名を刻んだ4基の墓石である。
藩境塚字柴崎 8-81 に所在の青森県指定史跡（1969年12月15日指定）。奥州街道・松前道の南部藩領と津軽藩領の境に築かれた、底面直径 10m、高さ 3.5m ほどの円錐形の塚で、両藩に2基ずつおかれている。
一里塚坊ノ塚 52-1 に所在の青森県指定史跡（1962年6月29日指定）。底面直径 9.5m、高さ 2.5m ほどの 2基一対の一里塚で、間に奥州街道の跡が残る。
長者久保遺跡出土品野辺地 1-3 に所在の野辺地町立歴史民俗資料館に収蔵される青森県指定重宝（考古資料）（2012年4月16日指定）。丸鑿・打製石斧・石槍をはじめとする28点の石器で、神子柴・長者久保文化の標式資料とされる。
野辺地八幡宮本殿、末社金刀比羅宮本殿字笹館 12 に所在の野辺地八幡宮およびその末社である金刀比羅宮のそれぞれの本殿で、青森県指定重宝（建造物）（1997年7月30日指定）。野辺地八幡宮は慶長年間の創建とされており、一間社、流造、とち葺の本殿は1714年（正徳4年）の再建によるものである。金刀比羅宮は1822年（文政5年）に海上安全を期して廻船問屋仙台屋彦兵衛らにより勧請された。その本殿は一間社、流造、柿葺の建築型厨子で向拝柱に上り龍・下り龍の彫刻が施されている。
木彫阿弥陀如来立像字寺ノ沢 38-2 に所在の福聚山海中寺の本尊で、青森県指定重宝（彫刻）（1958年6月25日指定）。三尺阿弥陀立像で鎌倉時代のものとされる。1817年（文化14年）の火災の後、大阪伝光寺の道場から迎えられたという。
西光寺のシダレザクラ寺ノ沢に所在の西光寺の境内に植えられた樹齢200年超のシダレザクラで、青森県指定天然記念物（2011年8月19日指定）。
浜町の常夜燈野辺地湊への夜間入港のため1827年（文政10年）に設置された現存日本最古の常夜灯で、町指定史跡。旧暦3月10日から10月10日まで点灯された。
客船帳船宿五十嵐家が、野辺地湊に来航した船やその積荷を記した帳面。町立歴史民俗資料館に収蔵。
赤漆塗り突起付木胎漆器縄文時代前期の木製鉢で、町指定有形文化財。向田 (18) 遺跡出土で、町立歴史民俗資料館に収蔵。
松尾芭蕉句碑1829年（文政12年）に建立の石碑で、町指定有形文化財。松尾芭蕉の句「花ざかり山は日ごろの朝ぼらけ」が刻まれる。
花鳥号銅像明治天皇の御料馬の銅像で、町指定有形文化財。花鳥号は、アメリカ産の青毛（黒色）のトロッターで、1876年（明治9年）の明治天皇行幸に供奉したが、7月13日に野辺地の行在所に到着すると同時に死亡し、翌日隣接の常光寺に葬られた。1929年（昭和4年）に伊藤國男の作による等身大の銅像が愛宕公園におかれた。常光寺には長三洲の筆による花鳥号の碑が建立される。
エドヒガン愛宕公園にあるエドヒガン桜で、町指定天然記念物。樹齢300年、北限のエドヒガンとされる。

## 特産品
- ほたて
- 長いも
- 小かぶ
- ケツメイ茶

## 郷土料理
- 茶粥
- けいらん
- ケツメイ茶（カワラケツメイ）
- ホタテみそ貝焼
- ナマコ料理
- 煮和えっこ
- 煮染（にしめ）
- 精進料理

## 野辺地を舞台にする作品
- 文芸作品
  - 『街道をゆく三 陸奥のみち肥薩のみち』 野辺地湊の章（司馬遼太郎）
  - 『菜の花の沖 第4巻』（司馬遼太郎） 主人公高田屋嘉兵衛が野辺地湊に逗留、野辺地に高田屋の支店を置く。
  - 『街道をゆく 北のまほろば』（司馬遼太郎）
  - 『ブルー・スノウ』（川田拓矢、近代文芸社、2003年6月）
- 映像作品
  - 『無敵超人ザンボット3』 - 避難民の疎開地として描かれた[29]。

## 出身著名人
- 江口隆哉（ドイツのモダンダンスを日本に紹介、日本女子体育大学（旧二階堂短大）に舞踊科設置。日本最初のダンスの高等教育機関。1999年、生誕100年祭が新国立劇場で行われた）
- 江口乙矢（隆哉の弟、関西洋舞界の功労者、2004年（平成16年）没、息子の舞踊家江口満典は2002年（平成14年）没）
- 松本彦次郎（国史学者、俳人）
- 一戸剛（スキージャンプ選手）
- 四戸龍英（チェアスキー選手）
- 柴崎岳（サッカー選手）2018 FIFAワールドカップサッカー日本代表に選出。
- 田村優典（陸上競技選手、城西大学在学）
- 田村優宝（陸上競技選手、日本大学在学）
- 伊藤桃（タレント）
- 池尻愛吏（グラビアアイドル）
- 望月あやか（AV女優）